# ボディメカニクス
ボディメカニクスとは、人間の運動機能である骨・関節・筋肉等の相互関係の総称、あるいは力学的相互関係を活用した技術のこと。
家庭で介護を担う者や、福祉施設などで働く介護職員は、介護を必要とする人を抱えたり、持ち上げたり、支えたりしなければならない。
そのため介護者の身体への負担は大きく、介護従事者の８割が腰痛や肩こりを経験しているという調査結果もある。
このような介護負担を軽減させるには、余分な力を使わず無理のない姿勢で介護する方法が有効である。
介護だけでなく、看護・育児でも活用することで、身体の負担を軽減することができる。

## ボディメカニクスの原則

### 支持基底面積[2]を広くする
介護者の足幅を前後左右に広くとる事で立位が安定する。

### 重心の位置を低くする
介護者が膝を曲げ、腰を落とす事で重心が低くなり、姿勢が安定する。

### 重心の移動をスムーズにする
対象を持ち上げるのではなく、水平に滑らせるように移動する事で負担が軽減する。
また、垂直に向かい合ったり、移動する方向に足先を向けるとよい。

### 重心を近づける
本人に接近する事で容易に介助できる。
介助者は、介助動作中の重心線が支持基底面を通る姿勢を維持しながら利用者に重心線を近づける。

### てこの原理を使う
肘や膝を支点にし、てこの原理を使う。

### 身体を小さくまとめる
仰臥位姿勢の身体各部位の体重に対する割合は、およそ頭部7%、胸・腹部33%、臀部44%、下肢部16%である。
対象の両手、両足を組む事で摩擦が少なくなり、移動しやすくなる。

### 大きな筋群を使う
大きな筋群（大筋群）とは、大胸筋、広背筋、大腿四頭筋、腹直筋、大臀筋、脊柱起立筋のことをいう。
腕や足、指先だけの力で動作するより、大きな筋群を使用した方が力が大きく効率的である。